# Рио-Делл (Калифорния)
Рио-Делл (англ. Rio Dell) — город в округе Гумбольдт в штате Калифорния в Соединённых Штатах Америки.
Согласно результатам переписи населения США, проведённой в 2020 году, число жителей города составляло 3379 человек, что чуть больше (+ 0,3%), чем было во время предыдущей переписи прошедшей в 2010 году (3368 человек).

## География
Город расположен на западном берегу реки Ил в одной миле (1,6 км) к северу от Скотии на высоте 161 фута (около 50 метров).
Согласно данным Бюро переписи населения США, общая площадь города составляет 2,4 квадратных мили (6,2 км2), из которых 2,3 квадратных мили (6,0 км2) занимает суша, а 0,1 квадратных мили (0,26 км2 или 5,61%) приходится на водную поверхность.

## Климат
Согласно данным представленным Национальной метеорологической службой США, в этом регионе теплое (но не жаркое) и сухое лето, а среднемесячные температуры не превышают 71,6 °F (22,0 °C). По системе классификации климатов Кёппена, в Рио-Делле тёплый летний средиземноморский климат, на климатических картах сокращённо обозначаемый аббревиатурой «Csb».

## История

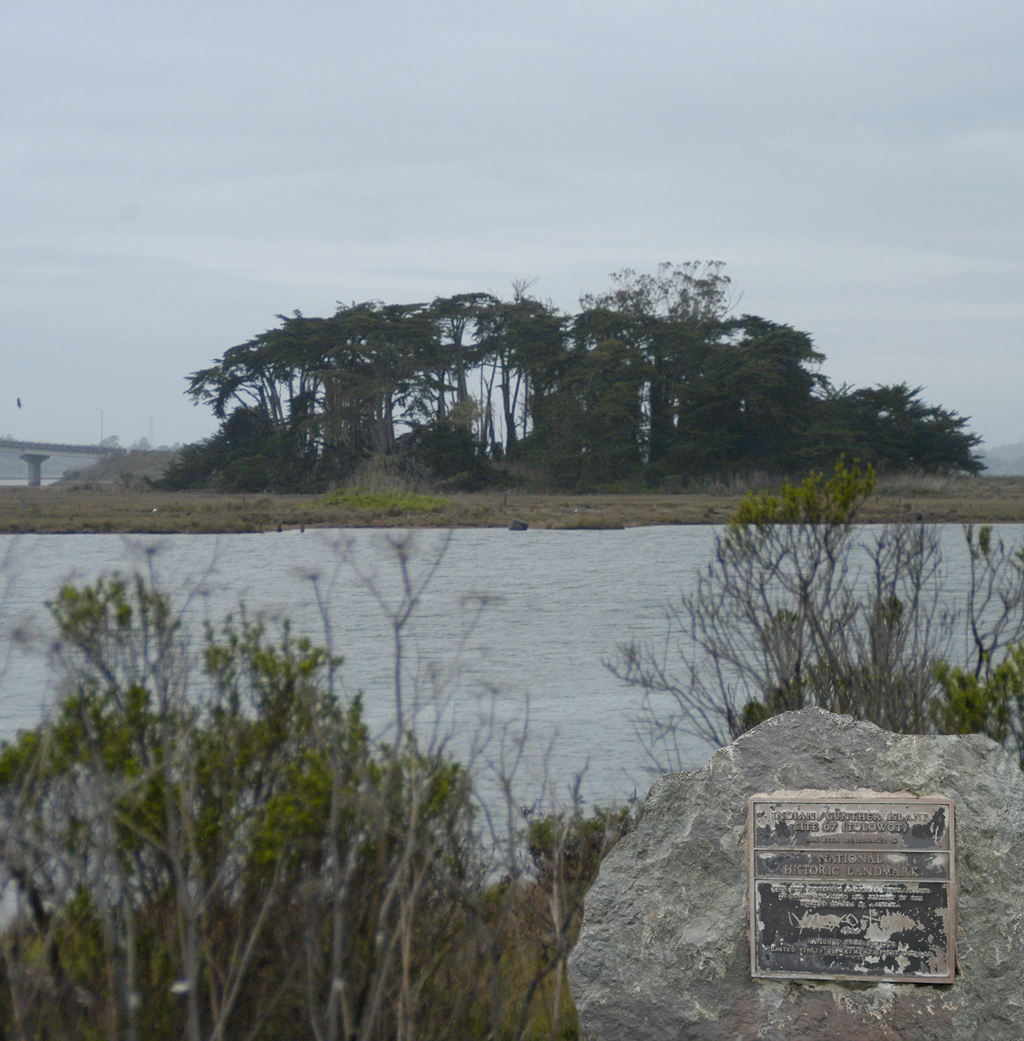
Камень-напоминание о резня вийот

Название «Рио-Делл» было дано поселению бизнесменом Лоренцо Пейнтером от испанского слова Río — «река», с английским «Dell», что буквально означает небольшая речная долина в лесу.
В доколумбову эпоху на этих землях жили коренные американцы из индейских племён вийот, нонгатль и маттоле. Здесь находилось несколько индейских деревень.
26 февраля 1860 года произошла резня — серия скоординированных атак, начавшихся около 6 утра, в ходе которых европейские колонисты убили до 250 человек из племени вийот, в основном женщин и детей. Сейчас на месте этих кровавых событий установлен памятный камень.
Первое отделение Почтовой службы США открылось в Рио-Делл в 1876 году.
23 февраля 1965 года поселение было инкорпорировано и включено в реестр штата Калифорния, благодаря чему некорпоративное сообщество  официально получило статус города («Сity of» / «Town of»).
В 2022 году из-за землетрясения в Ферндейле пострадал и Рио-Делл.